# Casas del 326, 328 y 330 de la Calle 18
Las casas del 326, 328 y 330 de la calle 18 (en inglés: Houses at 326, 328 and 330 East 18th Street) es un complejo de casas históricas ubicadas en Kips Bay, Nueva York. La casas del 326, 328 y 330 de la calle 18 se encuentran inscritas en el Registro Nacional de Lugares Históricos desde el 30 de septiembre de 1982.

## Ubicación
Las casas del 326, 328 y 330 de la calle 18 se encuentran en el condado de Nueva York en las coordenadas 40°44′03″N 73°58′57″O / 40.734167, -73.9825.